# Paspalum madorense
Paspalum madorense är en gräsart som beskrevs av Stephen Andrew Renvoize. Paspalum madorense ingår i släktet tvillinghirser, och familjen gräs. Inga underarter finns listade i Catalogue of Life.